# Nihoa

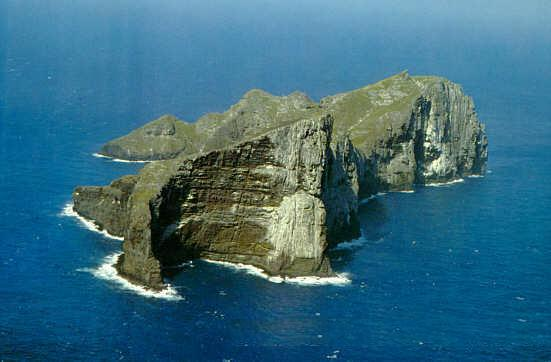

Nihoa (hawaiiska: [niˈhowə]), också känd som Bird Island eller Moku Manu, är den största och högsta av de tio öar och atoller som utgör den obebodda nordvästra delen av Hawaii (NWHI).
- Wikimedia Commons har media som rör Nihoa.